# Rhodospirillum rubrum
Rhodospirillum rubrum (Esmarch 1887) Molisch 1907 è un batterio, più precisamente un probatterio, Gram-negativo. 
È un anaerobio facoltativo, può quindi utilizzare ossigeno per la respirazione aerobica o effettuare la fermentazione alcolica in condizioni di scarsità di ossigeno. 
Di colore rosa, in condizioni di crescita aerobica la fotosintesi anossigenica è geneticamente soppressa e R. rubrum è incolore. Dopo l'esaurimento dell'ossigeno, R. rubrum avvia immediatamente la produzione dell'apparato di fotosintesi comprendente proteine di membrana, batterioclorofille e carotenoidi, ovvero il batterio diventa attivo nella fotosintesi.
La fotosintesi di R. rubrum differisce da quella delle piante in quanto non possiede clorofilla a, ma batterioclorofille. Mentre la batterioclorofilla può assorbire la luce fino a una lunghezza d'onda massima da 800 a 925 nm, la clorofilla assorbe la luce con una lunghezza d'onda massima da 660 a 680 nm. 
R. rubrum è anche un batterio azotofissatore, cioè può esprimere e regolare la nitrogenasi, un complesso proteico in grado di catalizzare la conversione dell'azoto atmosferico (inutilizzabile dalla maggior parte degli organismi) in ammoniaca (utilizzabile per le proteine).  A causa di questa importante proprietà, R. rubrum è stato un organismo modello per lo studio della fissazione dell'azoto, in modo da comprendere i complessi schemi regolatori necessari affinché questa reazione si verifichi. È stato in R. rubrum infatti che, per la prima volta, è stata dimostrata la regolazione post-traduzionale della nitrogenasi. La nitrogenasi è modificata da una ribosilazione dell'ADP nel residuo di arginina 101 (Arg101) in risposta ai cosiddetti fattori di "spegnimento" - glutammina o ammoniaca - e all'oscurità.